# Coprothermobacter platensis
Coprothermobacter platensis è una specie di batterio appartenente alla famiglia delle Coprothermobacteraceae.